# Corentin Martins
Corentin Martins (* 11. Juli 1969 in Brest) ist ein ehemaliger französischer Fußballspieler. Er spielte auf der Position des Mittelfeldspielers.

## Spielerkarriere

### Im Verein
Martins begann seine Karriere im Jahr 1988 bei Stade Brest. Er spielte seine erste Saison bei Brest in der Ligue 2 und stieg mit dem Verein direkt in die Ligue 1 auf. In den folgenden zwei Jahren erreichte er mit Brest jeweils eine Platzierung im Mittelfeld der Tabelle. 1991 verließ er die Bretonen und wechselte zu AJ Auxerre. Nachdem er bei Brest nicht hatte überzeugen können, wurde er bei Auxerre zu einem der besten Spieler. Die Saison 1995/96 verlief erfolgreich für Martins und den Verein: Man gewann die französische Meisterschaft und den nationalen Pokal.
Danach wechselte er zu Deportivo La Coruña nach Spanien. Dort blieb er nur ein Jahr und kehrte wieder nach Frankreich zurück zu Racing Straßburg. Auch dort hatte er Erfolg und gewann im Jahr 2001 den französischen Pokal. Für die Saison 1999/00 wurde er an Girondins Bordeaux verliehen, zeigte nicht die guten Leistungen, die ihm einst bei Auxerre gelangen. In seiner letzten Saison 2004/05 spielte er noch zwei Spiele für Clermont Foot und beendete danach seine aktive Karriere.

### Nationalmannschaft
Martins spielte von 1993 bis 1996 in der französischen Fußballnationalmannschaft. Am 27. März 1993 gab er beim 0:1-Sieg gegen Österreich in Wien sein Debüt in der A-Nationalmannschaft. Er nahm an der Europameisterschaft 1996 in England teil und erreichte mit den Franzosen das Halbfinale.
Er bestritt 14 Länderspiele für Frankreich, in denen er ein Tor erzielte.

## Trainerkarriere
Martins begann seine Trainerkarriere in der Saison 2006/07 bei Stade Quimpérois. 2007 wurde er Sportdirektor des Stade Brest. In diesem Zusammenhang war er im Jahr 2008 kurz Trainer der ersten Mannschaft (nach der Entlassung von Pascal Janin). 2012 wurde er wieder Interimscoach des Vereins, nachdem Alex Dupont fünf Spiele vor Saisonsende entlassen wurde, und rückte ab Juni des Jahres hinter Landry Chauvin wieder ins zweite Glied. Nach Chauvins Entlassung am 3. April 2013 fungierte Martins erneut als Interimstrainer der abstiegsbedrohten Mannschaft.

## Erfolge/Titel
- Französischer Meister: 1996
- Französischer Pokalsieger: 1994, 1996, 2001